# Кароліна Шиїно
Кароліна Шиїно́ (яп. 椎野カロリーナ, нар. 24 серпня 1997 року в Тернополі) — японська модель українського походження. Міс Японія 2024, перша в історії натуралізована та найстарша за віком переможниця цього конкурсу.

## Біографія
Народилася в Тернополі в сім'ї українців. Батьки невдовзі розлучилися і її мати Світлана вийшла заміж за японця. Відтак, коли Кароліні було 5 років, вона переїхала до Наґої. Отримала японське громадянство у 2022 році.
24 січня 2024 року у віці 26 років Кароліна стала переможницею конкурсу «Міс Японія». Водночас ця перемога викликала дискусію в японському суспільстві, пише BBC.
Щодо своєї мотивації для участі, Кароліна сказала: «Я хотіла, щоб мене визнали як японку, і, беручи участь у навчальній групі, я почала думати, що можу щось зробити, щоб допомогти створити суспільство, де людей не судитимуть за їхнім зовнішнім виглядом». У своїй промові, коли її оголосили переможницею, Кароліна сказала: «Завжди існували расові бар'єри, і були часи, коли мене не сприймали як японку, але я хотіла би висловити вдячність за те, що мене визнали японкою».
5 лютого 2024 року Кароліна Шийно відмовилася від титулу «Міс Японія» після того, як стало публічно відомо, що в неї роман з одруженим чоловіком. 
«Сьогодні, 5 лютого, ми отримали запит від Кароліни Шийно, яка виграла гран-прі „Міс Японія“, про те, що вона хоче відмовитися від нагороди через особисті обставини. Асоціація „Міс Японія“ прийняла це, і гран-прі „Міс Японія“ 2024 року залишиться вакантним», — зазначили організатори конкурсу.